# Lubuk Sepuh
Lubuk Sepuh is een bestuurslaag in het regentschap Sarolangun van de provincie Jambi, Indonesië. Lubuk Sepuh telt 3198 inwoners (volkstelling 2010).